# (5978) Kaminokuni
(5978) Kaminokuni ist ein Asteroid des Hauptgürtels, der am 16. November 1992 von den japanischen Astronomen Kin Endate und Kazurō Watanabe am Kitami-Observatorium (IAU-Code 400) Kitami, in der Unterpräfektur Okhotsk auf Hokkaidō in Japan entdeckt wurde.
Der Himmelskörper wurde nach dem japanischen Ort Kaminokuni in der Präfektur Hokkaidō benannt.